# Yūki Obata
小畑 友紀
Œuvres principales
C'était nous
Yūki Obata (小畑 友紀, Obata Yūki) est une dessinatrice et scénariste de bande dessinée japonaise née en 1962, spécialisée dans le shōjo manga.
Elle est principalement connue pour sa série shōjo manga C'était nous pour laquelle elle a reçu le 50e prix Shōgakukan dans la catégorie Shōjo.

## Biographie
Yūki Obata est née en 1962 au Japon, à Hokkaidō. En 1998, elle reçoit le prix Jeunes Talents de l'éditeur Shōgakukan puis commence sa carrière professionnelle avec la publication de la série Rain Drops dans le magazine de prépublication Shōjo Comic Deluxe Special de l'éditeur. Elle enchaîne ensuite avec plusieurs séries courtes publiées sous le label Flowers Comics, dont Kimi no kachi, Maru sankaku shikaku et La Mélancolie de Sumiré (Sumire wa Blue).
En 2002, elle commence la prépublication de la série C'était nous dans le magazine Betsucomi. Cette série rencontre rapidement le succès et ouvre l'auteur sur l'étranger avec une exportation notamment vers les États-Unis, la Malaisie et la France. Cette série qui se retrouve en tête des ventes au Japon dès le premier tome est consacrée par la réception en 2005 du 50e prix Shōgakukan dans la catégorie Shōjo.

## Œuvre
- 1998 : Rain Drops
- 2000 : Kimi no kachi (prépublié dans le Bessatsu Shōjo Comic[4])
- Maru sankaku shikaku
- 2002 : La Mélancolie de Sumiré (Sumire wa Blue)
- 2002-2012 : C'était nous
- Depuis 2012 : Haru meguru

## Sources